# تشارلز إف. سوليفان
تشارلز إف. سوليفان هو سياسي أمريكي، ولد في 10 أكتوبر 1904 في ورسستر في الولايات المتحدة، وتوفي في 24 أغسطس 1962. نشط حزبياً في الحزب الديمقراطي.

## مناصب
- انتخب عضو مجلس ولاية ماساتشوستس ‏.
- انتخب عضو مجلس نواب ماساتشوستس ‏.
- انتخب List of mayors and city managers of Worcester, Massachusetts [الإنجليزية]‏.
- انتخب نائب حاكم ماساتشوستس [الإنجليزية]‏ (6 يناير 1949 – 8 يناير 1953).